# Sebaea amicorum
Sebaea amicorum är en gentianaväxtart som beskrevs av I.M.Oliv. och Beyers. Sebaea amicorum ingår i släktet Sebaea och familjen gentianaväxter. Inga underarter finns listade i Catalogue of Life.